# Diceratocephala boschmai
Diceratocephala boschmai is een platworm (Platyhelminthes). De worm is tweeslachtig. De soort leeft parasitair op of in mariene dieren.
Het geslacht Diceratocephala, waarin de platworm wordt geplaatst, wordt tot de familie Diceratocephalidae gerekend. De wetenschappelijke naam van de soort werd voor het eerst geldig gepubliceerd in 1953 door Baer.